# Franz Haaser
Franz Haaser (* 5. Oktober 1886; † 7. Januar 1971) war ein deutscher Verwaltungsjurist.

## Werdegang
Während seines Studiums wurde Haaser Mitglied des AGV München. Nach seinem Studium war er zunächst Regierungsrat am Landesfinanzamt Kassel. Von 1920 bis 1930 war er im Reichsministerium für die besetzten Gebiete sowie im Reichsschatzministerium tätig. 1930 wechselte er als Ministerialrat zum Rechnungshof des Deutschen Reiches. 1937 wurde er Direktor beim Rechnungshof und Leiter der Außenabteilung Hamburg. Am 22. Oktober 1937 beantragte er die Aufnahme in die NSDAP und wurde rückwirkend zum 1. Mai desselben Jahres aufgenommen (Mitgliedsnummer 5.072.490).
Nach Ende des Zweiten Weltkriegs war er vom 1. Dezember 1946 bis 29. Mai 1949 Präsident des Rechnungshofs des Deutschen Reiches in der Britischen Zone. Eine im März 1948 von der Verwaltung für Finanzen des Vereinigten Wirtschaftsgebiets eingesetzte Kommission zur Überprüfung von Einsparmöglichkeiten bei der Verwaltung für Wirtschaft trug seinen Namen.

## Ehrungen
- 1955: Großes Verdienstkreuz mit Stern der Bundesrepublik Deutschland